# Buddyprisen
Buddyprisen är ett norskt musikpris. Priset delas ut av Norsk jazzforum till norska jazzmusiker. Priset består av en statyett av trumpetaren Buddy Bolden, tillverkad av bildkonstnären Lise Frogg, samt 75 000 norska kronor (2022).  Priset utdelas på klubben Bare Jazz i Oslo.

## Vinnare av Buddyprisen
- 1956 Rowland Greenberg
- 1957 Arvid Gram Paulsen
- 1958 Einar Iversen
- 1959 -
- 1960 Mikkel Flagstad
- 1961 Erik Amundsen
- 1962 Bjørn Johansen
- 1963 -
- 1964 Øistein Ringstad
- 1965 Karin Krog
- 1966 -
- 1967 Jon Christensen
- 1968 Jan Garbarek
- 1969 Arild Andersen
- 1970 Frode Thingnæs
- 1971 Carl Magnus Neumann
- 1972 Asmund Bjørken
- 1973 -
- 1974 -
- 1975 Bjørn Alterhaug
- 1976 Laila Dalseth
- 1977 Egil Kapstad
- 1978 Kristian Bergheim
- 1979 Guttorm Guttormsen
- 1980 Bjarne Nerem
- 1981 Knut Riisnæs
- 1982 Radka Toneff
- 1983 Terje Bjørklund - Knut Kristiansen - Espen Rud
- 1984 Jon Balke
- 1985 Terje Rypdal
- 1986 Thorgeir Stubø
- 1987 Tore Jensen
- 1988 Carl Morten Iversen - Terje Venaas
- 1989 Per Husby
- 1990 John Pål Inderberg
- 1991 Stein Erik Tafjord
- 1992 Morten Gunnar Larsen
- 1993 Egil Johansen (1934–1998)
- 1994 Bjørn Kjellemyr
- 1995 Per Jørgensen
- 1996 -
- 1997 Ole Jacob Hansen
- 1998 Magni Wentzel
- 1999 Totti Bergh
- 2000 Sidsel Endresen
- 2001 Jon Eberson
- 2003 Nils Petter Molvær; Hederspris: Petter Pettersson
- 2004 Bugge Wesseltoft
- 2005 Arve Henriksen
- 2006 Paal Nilssen-Love
- 2007 Jon Larsen
- 2008 Frode Gjerstad
- 2009 Dag Arnesen
- 2010 Karl Seglem
- 2011 Eldbjørg Raknes
- 2012 Tore Brunborg
- 2013 Jan Gunnar Hoff
- 2014 Erlend Skomsvoll
- 2015 Håkon Kornstad
- 2016 Live Maria Roggen
- 2017 Audun Kleive
- 2018 Ingebrigt Håker Flaten
- 2019 Ståle Storløkken[1]
- 2020 Maja Ratkje - Solveig Slettahjell[2]
- 2021 Eivind Aarset (gitarrist)[3]
- 2022 Mats Eilertsen (basist)[4]